# Пирогово (Кадников)
Пирогово — деревня в Сокольском районе Вологодской области.
Входит в состав городского поселения город Кадников, с точки зрения административно-территориального деления — в Кадниковский сельсовет.
Расстояние по автодороге до районного центра Сокола — 24 км, до центра муниципального образования Кадникова — 12 км. Ближайшие населённые пункты — Цибово, Золотово, Ведерница.
По переписи 2002 года население — 11 человек.